# Klapa Matija Gubec
Klapa Matija Gubec bila je dalmatinska klapa iz Mravinaca. Djelovala je kao sekcija tadašnjega Kulturno–prosvjetnoga društva „Matija Gubec”. Današnje Kulturno–umjetničko društvo „Zvonimir” djeluje i danas, iako je klapa prestala s radom osamdesetih.
Voditelji klape bili su Antun Milatić, Petar Tralić, Petar Cvitanović, i Ljubo Stipišić Delmata.

## Povijest
Klapa je utemeljena u jesen 1973. Sudjelovala je na raznim smotrama klapa i feštama u Dalmaciji. Dana 28. siječnja 1979. klapa je sudjelovala u izravnom programu Radio Zagreba. Iste godine su objavili LP album Garifule mili s obradama dvanaest narodnih klapskih pjesama. Iste godine tvrtka „Dalmacijacement” objavila je EP domaćih klapa i vokalista. Klapa Matija Gubec bila je zastupljena s obradom narodne pjesme Ej Mrjane. Društvo Zvonimir je 2015. reizdalo album Garifule mili na CD-u.

## Nastupi
- Festival dalmatinskih klapa – Omiš 1974. (kao gosti Festivala izvan konkurencije)
- Festival dalmatinskih klapa – Omiš 1975.
- Festival dalmatinskih klapa – Omiš 1976.
- Festival dalmatinskih klapa – Omiš 1977.
- Festival dalmatinskih klapa – Omiš 1979.
- Festival dalmatinskih klapa – Omiš 1980.

## Članovi
- Grgo Marović - I. i II. tenor
- Ivan Vidović - I. tenor
- Krešimir Tente - I. i II. tenor
- Miro Marović - II. tenor
- Luka Marović - II. tenor
- Vladimir Jaman - II. tenor
- Ante Marović - bariton
- Mirko Listeš - bariton
- Petar Peroš - bas
- Pave Perko - bas
- Ivo Bućan - bas

## Diskografija
- Garifule mili - LP PGP RTB 1979.
- RO "Partizan" - EP PGP RTB Dalmacijacement, skladba Ej Mrjane 1979.